# Kûrma

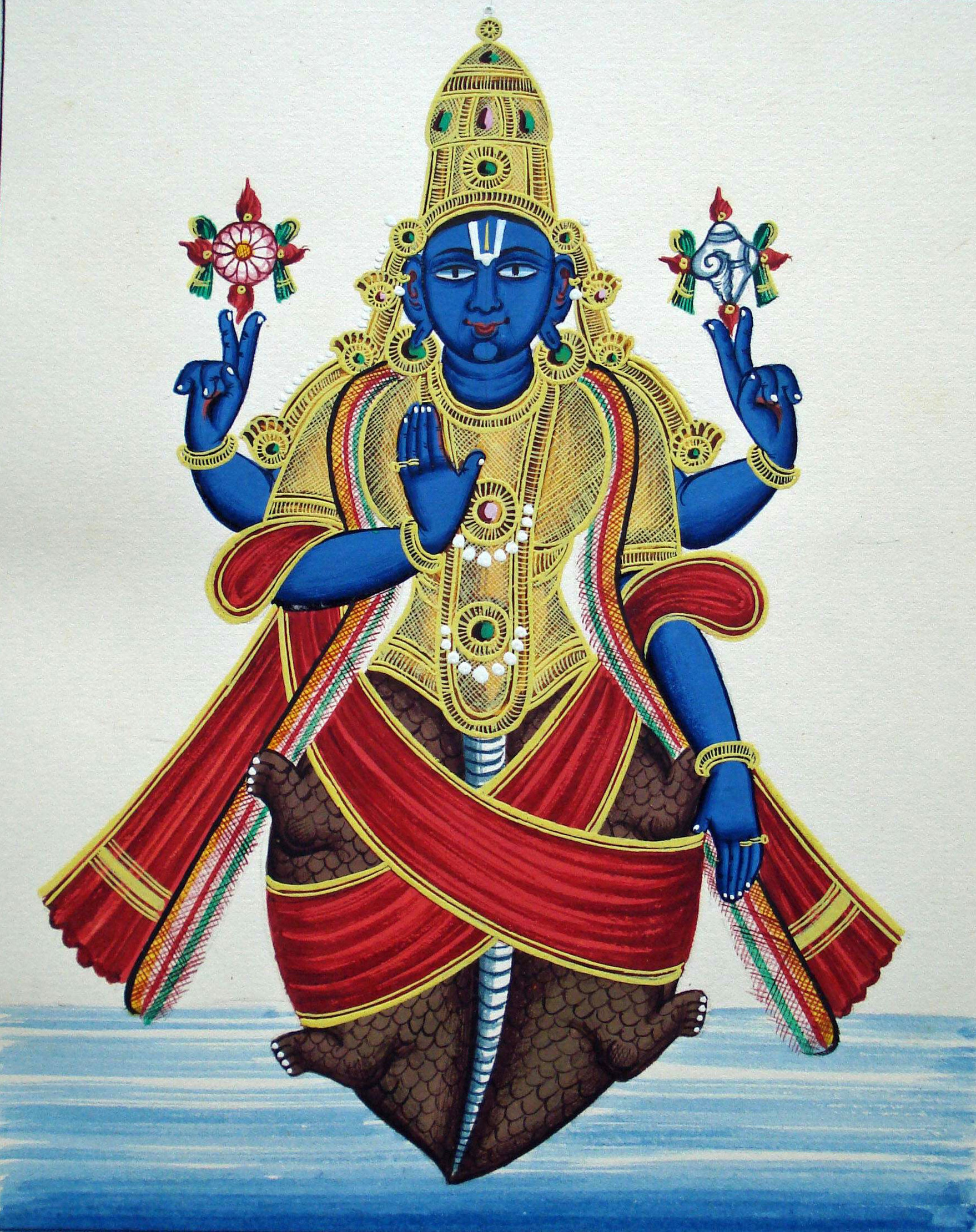
Kûrma. Gouache sur papier de style Company Paintings (probablement École de Madras/Nord du Tamil Nadu), réalisée autour de 1850.

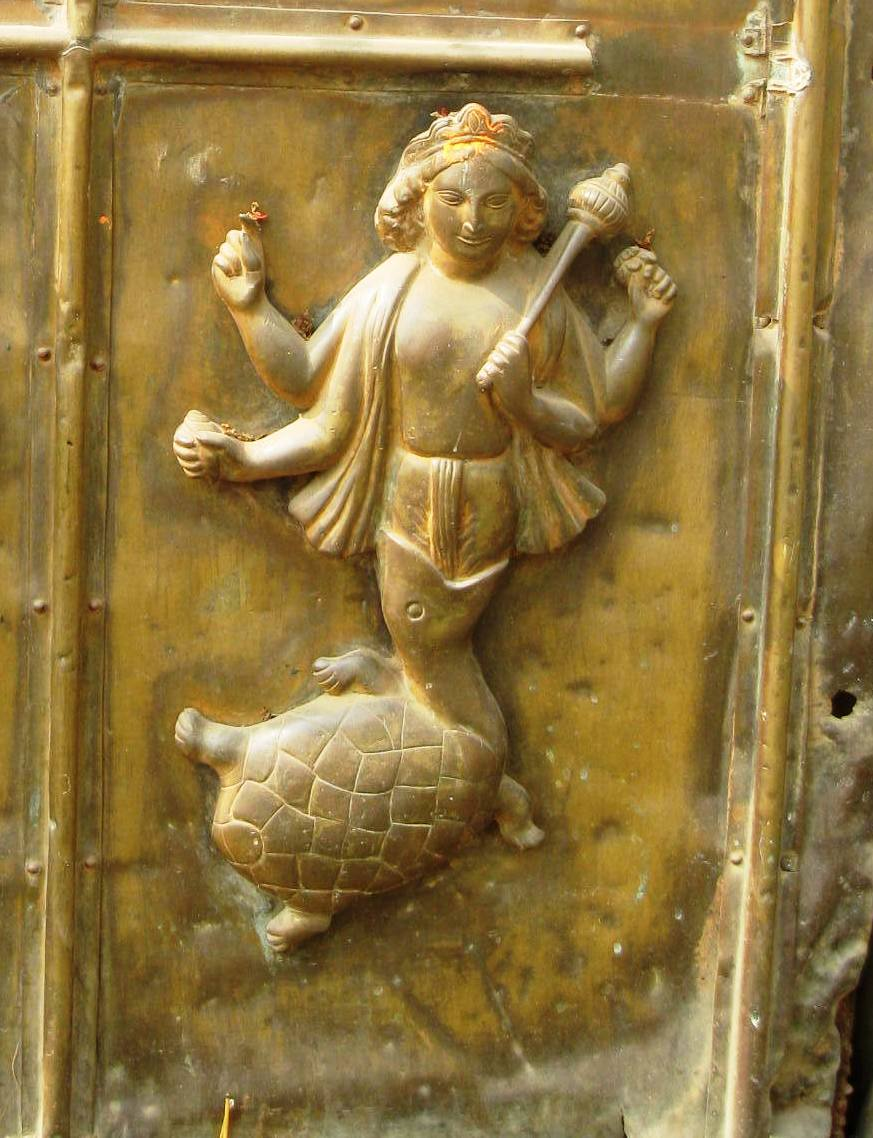
Kûrma avatar sur un char en laiton de Searsole Rajbari, Bengale-Occidental, Inde.

Dans l'hindouisme, Kûrma (sanskrit : कुर्म), (Kūrmāvatāra) tortue, est le deuxième avatar de Vishnou,.
Kûrma sert de support au mont Mandara (en) que les deva et les asura utilisèrent comme pivot pour baratter la Mer de lait, ce qui engendra un certain nombre de trésors et de divinités, entre autres Lakshmi, l'amrita (liqueur d'immortalité), l'arbre du Paradis d'Indra, le médecin des dieux, les apsaras, le cheval divin et l'éléphant royal.

## Temples
Il existe trois temples dédiés à cette incarnation de Vishnou en Inde : 
- dans le village de Kurmai dans le district de Chittoor en Andhra Pradesh ;
- dans le village de Sri Kurmam dans le district de Srikakulam en Andhra Pradesh ;
- dans le village de Gavirangapur dans le district de Chitradurg au Karnataka.